# Philip Baltzar von Platen
Philip Baltzar von Platen (i riksdagen kallad von Platen i Vettinge), född 31 juli 1819 i Allerums församling, Malmöhus län, död 23 oktober 1890 i Östra Ljungby församling, Kristianstads län, var en svensk militär, godsägare och riksdagsman. Han var far till Christofer, Baltzar och Philip Richman von Platen.
von Platen var ägare till egendomen Vettinge i Kristianstads län. Han var som riksdagsman ledamot av första kammaren 1878–1886, invald i Kristianstads läns valkrets.